# Liste des bourgmestres de la région de Bruxelles-Capitale entre 2012 et 2018
Les bourgmestres de la région de Bruxelles-Capitale (Belgique) sont actuellement (à la suite des élections communales du 14 octobre 2012) :
| Commune               | Bourgmestre                              | Parti                               | En fonction    | Majorité                                                                       |
| --------------------- | ---------------------------------------- | ----------------------------------- | -------------- | ------------------------------------------------------------------------------ |
| Anderlecht            | Éric Tomas                               | Liste PS-SP.a-cdH (PS)              | depuis 2012    | PS - SP.a - cdH                                                                |
| Auderghem             | Didier Gosuin (empêché à partir de 2014) | Liste du Bourgmestre (DéFI)         | depuis 1995    | Liste du Bourgmestre (DéFI) - Samen                                            |
| Auderghem             | Christophe Magdalijns (faisant fonction) | Liste du Bourgmestre (DéFI)         | depuis 2014    | Liste du Bourgmestre (DéFI) - Samen                                            |
| Berchem-Sainte-Agathe | Joël Riguelle                            | Liste du Bourgmestre Riguelle (cdH) | depuis 2003    | Liste du Bourgmestre Riguelle (cdH) - MR                                       |
| Ville de Bruxelles    | Philippe Close                           | PS                                  | depuis 2017    | PS - MR - Open VLD                                                             |
| Ville de Bruxelles    | Yvan Mayeur                              | PS                                  | de 2013 à 2017 | PS-SP.A - MR - Open VLD                                                        |
| Ville de Bruxelles    | Freddy Thielemans                        | PS                                  | de 2001 à 2013 | PS-SP.A - MR - Open VLD                                                        |
| Etterbeek             | Vincent De Wolf                          | Liste du Bourgmestre (MR)           | depuis 1992    | Liste du Bourgmestre (MR) - Ecolo - PS                                         |
| Evere                 | Rudi Vervoort (empêché depuis 2013)      | LB Rudi Vervoort (PS)               | depuis 1998    | LB Rudi Vervoort (PS) - DéFI                                                   |
| Evere                 | Pierre Muylle (faisant fonction)         | LB Rudi Vervoort (PS)               | depuis 2013    | LB Rudi Vervoort (PS) - DéFI                                                   |
| Forest                | Marc-Jean Ghyssels                       | PS                                  | depuis 2012    | PS - DéFI - Ecolo                                                              |
| Ganshoren             | Robert Genard                            | MR                                  | depuis 2017    | MR - PS                                                                        |
| Ganshoren             | Hervé Gillard                            | MR                                  | de 2013 à 2017 | MR - PS                                                                        |
| Ganshoren             | Michèle Carthé                           | PS                                  | de 2001 à 2013 | MR - PS                                                                        |
| Ixelles               | Dominique Dufourny                       | MR                                  | depuis 2016    | MR - PS-SP.a                                                                   |
| Ixelles               | Willy Decourty                           | PS-SP.a (PS)                        | de 2001 à 2015 | MR - PS-SP.a                                                                   |
| Jette                 | Hervé Doyen                              | Liste du Bourgmestre de Jette (cdH) | depuis 2001    | Liste du Bourgmestre de Jette (cdH) - MR - Ecolo                               |
| Koekelberg            | Philippe Pivin                           | Liste du Bourgmestre (MR)           | depuis 2001    | MR                                                                             |
| Molenbeek-Saint-Jean  | Françoise Schepmans                      | MR                                  | depuis 2012    | MR - cdH - Ecolo                                                               |
| Saint-Gilles          | Charles Picqué                           | Liste du Bourgmestre (PS)           | depuis 1985    | Liste du Bourgmestre (PS) - MR                                                 |
| Saint-Josse-ten-Noode | Emir Kir                                 | Liste du Bourgmestre (PS)           | depuis 2012    | Liste du Bourgmestre (PS) - cdH                                                |
| Schaerbeek            | Bernard Clerfayt                         | Liste du Bourgmestre (DéFI)         | depuis 2001    | Liste du Bourgmestre (DéFI) - Ecolo - cdH                                      |
| Uccle                 | Boris Dilliès                            | MR                                  | depuis 2017    | MR - DéFI - cdH                                                                |
| Uccle                 | Marc Cools (ad interim)                  | MR                                  | en 2017        | MR - DéFI - cdH                                                                |
| Uccle                 | Armand De Decker                         | MR                                  | de 2006 à 2017 | MR - DéFI - cdH                                                                |
| Watermael-Boitsfort   | Olivier Deleuze                          | Ecolo-Groen (Ecolo)                 | depuis 2012    | Ecolo-Groen - MR - GMH                                                         |
| Woluwe-Saint-Lambert  | Olivier Maingain                         | Liste du Bourgmestre (DéFI)         | depuis 2006    | Liste du Bourgmestre (DéFI) - cdH                                              |
| Woluwe-Saint-Pierre   | Benoît Cerexhe                           | Liste du Bourgmestre (cdH)          | depuis 2013    | Liste du Bourgmestre (cdH-CD&V) - DéFI - Libéraux et indépendant - Ecolo-Groen |
| Woluwe-Saint-Pierre   | Willem Draps                             | MR                                  | de 2008 à 2013 | Liste du Bourgmestre (cdH-CD&V) - DéFI - Libéraux et indépendant - Ecolo-Groen |